# Cultura islâmica
A arte islâmica surgiu no califado omíada, baseando-se numa aliança inseparavél do espiritual e temporal, a ausência de tradição fez com que o Islã se inspirasse nos povos dominados. O Islã adaptava a cultura dos povos dominados a sua realidade e seus valores. A arte do Islã é solidificada no califado abássida e é classificada como clássica.
Na área intelectual do Islã as principais bases são as ciências tradicionais divididas em dois grupos: religiosa e auxiliares. Os árabes mesmo antes do surgimento do Islamismo já se comunicavam com outros povos, e os sírios cristãos já haviam traduzido para a língua síria obras científicas e filosóficas gregas principalmente aristotélicas e neoplatônicas.
Os povos do Oriente, entraram em contato com a cultura helênica, devido às imigrações dos sábios, que foi fruto das discórdias religiosas que estavam ocorrendo no Império Bizantino. E como o Oriente estava ávido de cultura, recolheu rapidamente estes sábios, de algum modo à recepção do legado grego possibilitou a cultura árabe atingir sua maturidade.
"O progresso da ciência vai intensificar as crenças. Quanto mais rápidas forem as transformações da sociedade, mais as pessoas pedem apoio, que pode estar na religiosidade". SOBEL, Henry. Rabino da Congregação Israelita Paulista.
Na ciência o Islamismo teve grande influência porque a partir daí, passou a se preocupar não só com o ambiente físico do homem, mas envolveu uma análise penetrante do homem como um ser espiritual e da sociedade em que ele vivia. De tal forma que se expandiu sua fama, todos no Ocidente, que ansiavam por maior esclarecimento se voltaram para o Islã, onde florescia o espírito da indagação.
A ciência árabe não deve ser desvinculada do que determina, a fé islâmica, a pesquisa científica é exaltada no Alcorão, encorajando o crente a aprender juntos aqueles que não compartilham a fé muçulmana. O califa Almamune (r. 813–833), instalou em Bagdá (832) um centro de estudo e de tradução, como A Casa da Sabedoria , e que foi considerada como um marco na cultura do Islã, e isto ocorreu devido ao interesse dos governantes em colecionar documentos e obras de valor como a do grande felicio  isso foi prática utilizada desde o início do Islã.